# 오스트발트 희석률
빌헬름 오스트발트 희석률은 이온화 상수 Kd와 약한 전해질의 이온화도  α의 관계이다. 
[]안은 그 이온의 농도를 나타내며, c0는 전해질의 총 농도이다.
전도도에 관하여, 이 결과는 다음 식을 따른다.
A+ 와 B−이온으로 분해되는 이원자 전해질 AB를 가정했을 때 오스트발트는 이온화되는 전해질에 질량작용의 법칙이 성립한다는 것에 주목했다. 평형상태는 다음과 같은 반응식으로 나타낼 수 있다.
만약 α가 분해된 이온화도라면, αc는 각각의 이온의 농도이다. 또한 1-α는 분해되지 않은 전해질의 농도이다. 따라서 (1-α)c는 이온화 되지않은 전해질의 농도이다. 이온화 상수는 다음과 같다.
α가 매우 작을 때, 1-α 는 1로 근사할 수 있다.
그러므로 약한 전해질의 이온화도는 부분적으로 농도의 제곱근에 반비례하고, 이온화상수의 제곱근에 비례한다. 한이온의 농도는 이온화상수와 전해질의 농도에 의해 계산된다.